# Tumuc-Humac Mountains
Tumuc-Humac Mountains är en bergskedja i Brasilien. Den ligger i den norra delen av landet, 2 200 km norr om huvudstaden Brasília.
I omgivningarna runt Tumuc-Humac Mountains växer i huvudsak städsegrön lövskog. Trakten runt Tumuc-Humac Mountains är nära nog obefolkad, med mindre än två invånare per kvadratkilometer.